# Günter Agde
Günter Agde (* 1939) ist ein deutscher Filmhistoriker.

## Leben
Agde studierte von 1957 bis 1961 Theaterwissenschaft an der Theaterhochschule Leipzig und war als Schauspieldramaturg an den Theatern Wittenberg, Prenzlau, Greifswald tätig sowie im Henschelverlag, Berlin. Bei der Programmzeitschrift FF Dabei war er fünf Jahre lang Abteilungsleiter und Feuilletonchef.
Von 1975 bis 1992 war er wissenschaftlicher Mitarbeiter für Film an der Akademie der Künste der DDR (seit 1990 Akademie der Künste zu Berlin). 1985 promovierte ihn die Humboldt-Universität zu Berlin mit einer Dissertation zum Thema Position und Leistung des Spielfilmregisseurs Kurt Maetzig (1946–1976) zum Dr. phil.
Agde verfasste mehrere Werke zur deutschen Filmgeschichte und zur DEFA, zum Filmexil und zur Zeitgeschichte. Nach 1989 veröffentlichte er die Dokumentenbände über das 11. Plenum des ZK der SED 1965 und über das sowjetische Speziallager Nr. 7 Sachsenhausen. Er ist Mitglied im Verband der deutschen Filmkritik und Gründungsmitglied des Vereins CineGraph Babelsberg, Mitbegründer und langjähriger Autor der Zeitschrift Filmblatt und realisierte Lehraufträge für Filmgeschichte an der FU Berlin und an der HU Berlin. Er lebt in Berlin.

## Auszeichnungen
- Heinrich-Greif-Preis 1989
- Ben-Witter-Preis 2006
- Willy-Haas-Preis 2011 für das von Alexander Schwarz und Agde herausgegebene Buch Die rote Traumfabrik

## Werke
- Erwin Geschonneck: Meine unruhigen Jahre. Hrsg. von Günter Agde. Dietz-Verlag, Berlin 1984 u. Aufbau-Taschenbuch-Verlag, Berlin 1993, ISBN 3-7466-0161-4.
- Kurt Maetzig: Filmarbeit. Gespräche, Reden, Schriften. Hrsg. von Günter Agde. Henschelverlag Kunst u. Gesellschaft, Berlin 1987, ISBN 3-362-00039-8.
- Margarethe von Trotta, Die bleierne Zeit und andere Filmtexte. Hrsg. von Günter Agde. Henschelverlag Berlin 1988, ISBN 3-362-00269-2.
- Spielräume. Aus der Werkstatt des Filmszenographen Alfred Hirschmeier. Hrsg. von Günter Agde. Akademie der Künste der DDR Berlin, 1989.
- Kahlschlag. Das 11. Plenum des ZK der SED 1965. Studien und Dokumente. Aufbau-Taschenbuch-Verlag, Berlin 1991, ISBN 3-7466-0061-8.
- Sachsenhausen bei Berlin. Speziallager Nr. 7, 1945–1950. Kassiber, Dokumente und Studien. Aufbau-Taschenbuch-Verlag, Berlin 1994, ISBN 3-7466-7003-9.
- Die Greußener Jungs. Hitlers Werwölfe, Stalins Geheimpolizisten und ein Prozeß in Thüringen. edition Reiher im Dietz-Verlag, Berlin 1995, ISBN 3-320-01905-8.
- Flimmernde Versprechen, Geschichte des deutschen Werbefilms im Kino. Das Neue Berlin, 1998, ISBN 3-360-00865-0.
- Kämpfer. Biographie eines Films und seiner Macher. Das Neue Berlin, Berlin 2001, ISBN 3-360-00942-8.
- Carl-Hans Graf von Hardenberg. Ein deutsches Schicksal im Widerstand. Hrsg. von Günter Agde. Aufbau-Taschenbuch-Verlag, Berlin 2004, ISBN 3-7466-8107-3.
  - Dass. russisch: Граф Карл-Ханс фон Харденберг, Одна из судеб немецкого Сопротивления, составитель Гюнтер Агде. РОССПЕН Москва 2007, ISBN 978-5-8243-0945-4.
- Filmexil Moskau. Hrsg. von Günter Agde. edition text + kritik, München 2004, ISBN 3-88377-778-1.
- Die rote Traumfabrik. Meschrabpom-Film und Prometheus 1921–1936. Hrsg. von Günter Agde und Alexander Schwarz. Bertz + Fischer, Berlin 2012, ISBN 978-3-86505-214-8.
- Günter Agde (Hrsg.): Peter Voigt: Skizzen, Kritiken, Essays, Interviews. Neues Leben, Berlin 2018, ISBN 978-3-355-01874-6.
- Wolfgang Kohlhaase: Um die Ecke in die Welt. Über Filme und Freunde. Hrsg. von Günter Agde, erweiterte Nachauflage. Verlag Neues Leben, Berlin 2021, ISBN 978-3-355-01903-3.
- Die Bildsprache der Besatzer. Plakate und Filme der NS-Propaganda-Kampagne zur Anwerbung von Arbeitskräften in der Ukraine. In: Visual History, 29. April 2024, URL: https://visual-history.de/2024/04/29/agde-bildsprache-der-besatzer/.